# Krigsåret 1828

## Pågående krig
- Första anglo-burmesiska kriget (1826-1828)[1]
  - Storbritannien på ena sidan
  - Burma på andra sidan

- Grekiska frihetskriget (1821-1829)
  - Grekiska revolutionärer på ena sidan
  - Osmanska riket och Egypten på andra sidan

- Kaukasiska kriget (1817-1864)
  - Imanatet Kaukasus på ena sidan
  - Ryssland på andra sidan

- Portugisiska inbördeskriget (1828-1834)[2]
  - Liberaler på ena sidan
  - Miguelister och Spanien på andra sidan

- Rysk-turkiska kriget (1828-1829)
  - Osmanska riket på ena sidan.
  - Ryssland på andra sidan.

- Sydamerikanska självständighetskrigen (1808-1829)
  - Spanien på ena sidan.
  - Sydamerikaner på andra sidan.

### Fotnoter
1. ↑  ”WHKMLA”. http://www.zum.de/whkmla/military/19cen/burmesewar1.html. Läst 30 juni 2011.
2. ↑  ”WHKMLA”. http://www.zum.de/whkmla/military/19cen/portcivwar18311834.html. Läst 30 juni 2011.